# Isostero
Gli isosteri sono molecole o ioni che possiedono lo stesso numero di atomi e lo stesso numero di elettroni di valenza nella stessa disposizione. 
I composti isosterici hanno spesso proprietà chimico-fisiche molto simili, pertanto è possibile trarre delle conclusioni su composti sconosciuti conoscendo le proprietà degli isosteri noti. Questo principio viene sfruttato dalla chimica farmaceutica nell'ambito della ricerca di nuovi farmaci. In questo ambito i composti vengono definiti anche come bioisosteri, in quanto presentano simile attività biologica.
Alcuni esempi di isosteri sono i seguenti:
- Monossido di carbonio (CO) e azoto (N2), con due atomi e dieci elettroni di valenza.
- Benzene (C6H6) e borazina (B3N3H6), con dodici atomi e trenta elettroni di valenza.
- Un gruppo CH nel benzene è isosterico con un atomo di azoto nella piridina.

Da notare come esistano isosteri non classici che non necessariamente hanno lo stesso numero di atomi o la stessa struttura elettronica di valenza, mantengono però simili proprietà chimico fisiche.

## Storia
Il concetto di isostere fu formulato da Irving Langmuir nel 1919, e successivamente modificato da Grimm che enunciò la "legge dello spostamento dell'idruro": l'aggiunta di un idrogeno ad un atomo conferisce all'aggregato la proprietà dell'atomo successivo nella tavola periodica. Hans Erlenmeyer estese il concetto nel 1932 ai cosiddetti "pseudoatomi", aggregati di atomi che presentano simili proprietà chimico fisiche. Fu Friedman ad allargare il concetto in ambito biologico e a coniare il termine "bioisostero".